# Васил Чернаев
Васил Добрев Чернаев е виден български цигулар, познат на международната сцена и с ярко присъствие в българския културен живот в средата на XX век.

## Биография
Роден е в град Кукуш на 27 септември 1912 година. На следната година, при унищожението на Кукуш през Междусъюзническата война, бяга в България, като майка му умира по пътя и той е спасен от непознати. Осиновен е от музиканта Чернаев.
Учи цигулка при Йозеф Силаба. На 12 години е първият му концерт в Шумен. През 1932 завършва Музикалната академия в София в класа на Никола Абаджиев. Специализира при Георг Куленкампф и при проф. Густав Хавеман в Берлин през периода 1938 – 1940 година.
По време на Втората световна война, Деветосептемврийският преврат го заварва по време на концертна обиколка из Германия и Васил Чернаев е арестуван и изпратен в концентрационния лагер Дахау. Спасен е от коменданта на лагера, пред когото Чернаев свири Шаконата от Бах.
Негова съпруга е пианистката Недялка Чернаева.
Умира на 22 февруари 1975 година.
Личният му архив се съхранвява във фонд 1559К в Централен държавен архив. Той се състои от 609 архивни единици от периода 1888 – 1978 г.